# Charles Ranlett Flint

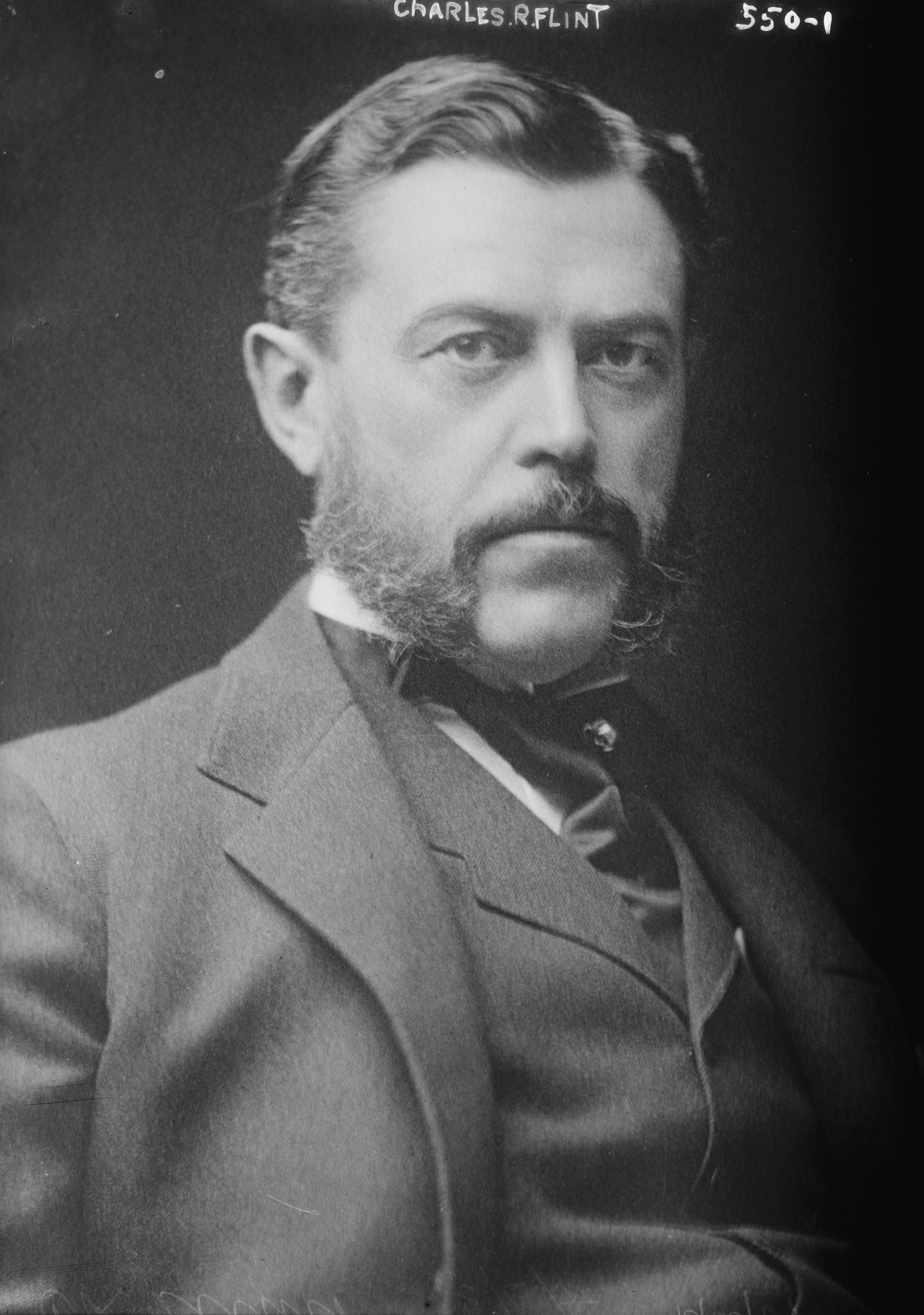
Charles Ranlett Flint

Charles Ranlett Flint (24 de janeiro de 1850 - 26 de fevereiro de 1934) foi o fundador da Computing-Tabulated-Recording Company, que mais tarde se tornou a IBM. Por suas transações financeiras, ele ganhou o apelido de "Pai dos Fundos". Ele era um ávido esportista e membro do sindicato que construiu o iate Vigilant, que era o defensor americano da oitava America's Cup e era o dono do iate Gracie.

## Início da vida e educação
Flint nasceu em 24 de janeiro de 1850, em Thomaston, Maine. Seu pai, Benjamin Chapman, mudou o nome da família para Flint depois de ser adotado por um tio por parte de mãe. A família mudou-se do Maine para a cidade de Nova York, onde seu pai administrava a empresa mercantil Chapman & Flint, fundada em 1837. Flint se casou com a compositora Kate Simmons em 1883.
Em 1868, Charles Flint formou-se no Brooklyn Polytechnic Institute, que hoje é a Tandon School of Engineering da New York University, no Brooklyn. Em 1871, ele entrou no ramo de navegação como sócio da Gilchrest, Flint & Co., que se tornou a W.R. Grace and Company após uma fusão.

## Carreira
De 1876 a 1879, ele serviu como cônsul chileno na cidade de Nova York. Ele também serviu como cônsul geral nos Estados Unidos para Nicarágua e Costa Rica.
Em 1892, ele consolidou várias empresas para formar a U.S. Rubber. Em 1893, equipou uma frota de navios de guerra para a República Brasileira. Ele comprou o Esmeralda da Marinha do Chile e o entregou via Equador ao Japão durante a Primeira Guerra Sino-Japonesa. Em 1899, ele repetiu o sucesso que teve ao formar a U.S. Rubber ao consolidar a Adams Chewing Gum, Chiclets, Dentyne e Beemans para formar a American Chicle. Ele também foi responsável pela formação da The American Woolen Company aquele ano. Alguns jornais começaram a se referir a ele como "o Rei da Borracha".
Em 1911, ele formou a Computing-Tabulated-Recording Company por meio de uma fusão de aquisição de ações de quatro empresas: Tabulating Machine Company, International Time Recording Company, Computing Scale Company of America e Bundy Manufacturing Company. A fusão era incomum na época - Flint a descreveu como uma consolidação "aliada". Em 1924, CTR foi rebatizado como International Business Machines. Flint atuou no conselho de administração da IBM até se aposentar em 1930.
Ele morreu em 26 de fevereiro de 1934, em Washington, D.C.

## Legado
Charles Flint era um esportista ávido e adorava natação, caça, pesca, vela e aviação. Ele foi um dos sete fundadores do Automobile Club of America. Ele detinha o recorde mundial de velocidade na água.
Seu obituário na revista Time afirmou que ele negociou as primeiras vendas de aviões dos irmãos Wright no exterior. Mas foram os próprios Wrights, em negociações às vezes controversas com Charles R. Flint & Co., que determinaram os termos do contrato.

## Publicações
- Flint, Charles Ranlett (1923). Memories of an Active Life: Men, and Ships, and Sealing Wax. [S.l.]: G.P. Putnam's Sons
- Flint, Charles Ranlett (1892). Industrial Combinations: Address by Charles R. Flint, Before the Commercial Club of Providence On the Evening of April 29th, 1892. [S.l.: s.n.]
- Flint, Charles Ranlett; James J. Hill; James H. Bridge; S. C. T. Dodd; Francis B. Thurber (1902). The Trust, Its Book: Being a Presentation of the Several Aspects of the Latest Form of Industrial Revolution. [S.l.]: Doubleday, Page & Co. 21